# Canton Valley
Canton Valley est un quartier de Canton situé dans le comté de Hartford, dans l'État du Connecticut aux États-Unis. Selon le recensement de 2000, Canton Valley avait une population totale de 1 565 habitants.

## Géographie
Selon le Bureau du Recensement des États-Unis, la superficie de la ville est de 4,6 km2, dont 4,6 km2 de terres et 0,0 km2 de plans d'eau (soit 0,00 %).

## Démographie
D'après le recensement de 2000, il y avait 1 565 habitants, 749 ménages, et 409 familles dans la ville. La densité de population était de 343,3 hab/km2. Il y avait 764 maisons avec une densité de 167,6 maisons/km2. La décomposition ethnique de la population était : 96,93 % blancs ; 0,58 % noirs ; 0,00 % amérindiens ; 0,32 % asiatiques ; 0,00 % natifs des îles du Pacifique ; 1,09 % des autres races ; 1,09 % de deux ou plus races. 1,15 % de la population était hispanique ou Latino de n'importe quelle race.
Il y avait 749 ménages, dont 25,0 % avaient des enfants de moins de 18 ans, 43,4 % étaient des couples mariés, 9,3 % avaient une femme qui était parent isolé, et 45,3 % étaient des ménages non-familiaux. 40,5 % des ménages étaient constitués de personnes seules et 18,8 % de personnes seules de 65 ans ou plus. Le ménage moyen comportait 2,09 personnes et la famille moyenne avait 2,84 personnes.
Dans la ville la pyramide des âges était 22,2 % en dessous de 18 ans, 3,9 % de 18 à 24, 33,0 % de 25 à 44, 24,3 % de 45 à 64, et 16,5 % qui avaient 65 ans ou plus. L'âge médian était 40 ans. Pour 100 femmes, il y avait 88,1 hommes. Pour 100 femmes de 18 ans ou plus, il y avait 82,2 hommes.
Le revenu médian par ménage de la ville était 46 543 dollars US, et le revenu médian par famille était $64 028. Les hommes avaient un revenu médian de $45 938 contre $32 298 pour les femmes. Le revenu par habitant de la ville était $25 206. 7,4 % des habitants et 6,6 % des familles vivaient sous le seuil de pauvreté. 7,8 % des personnes de moins de 18 ans et 1,7 % des personnes de plus de 65 ans vivaient sous le seuil de pauvreté.